# Serie C
La  Serie C conocida por motivos de patrocinio como Serie C NOW, es el campeonato de fútbol italiano que representa el tercer nivel de fútbol profesional en Italia. Es organizada por la Lega Italiana Calcio Professionistico.
Fue fundada en 1935. En 1978 se dividió en Serie C1 y Serie C2, que fueron renombradas Lega Pro Prima Divisione y Lega Pro Seconda Divisione en el 2008. Fue refundada en el 2014 con el nombre de Lega Pro, pero el 25 de mayo de 2017, la Asamblea de los Clubes de Lega Pro aprobó por unanimidad el retorno al nombre original Serie C.

## Historia
La Serie C fue creada en 1935, a continuación de la reforma de las ligas nacionales del fútbol italiano empezada en 1929, constituyendo el tercer nivel de Italia por debajo de la Serie B. Estaba compuesta por 4 grupos de 16 equipos divididos sobre una base regional: el primer clasificado de cada grupo subía a la Serie B, mientras que los últimos 4 bajaban al cuarto nivel (una liga regional llamada Prima Divisione). La temporada siguiente el número de grupos pasó a 5. Este sistema permaneció en vigor hasta la temporada 1942/43, excepto una ampliación en 1938 a 8 grupos de 11 o 14 equipos, con la consiguiente introducción de finales entre los ganadores de los grupos para determinar cuatro ascensos a la Serie B. En la temporada 1942/43 se produjo una ulterior ampliación a 12 grupos, cada uno compuesto por 12 equipos.
Tras la suspensión por la Segunda Guerra Mundial, en 1945 los campeonatos nacionales se encontraron divididos en una Lega Nazionale Alta Italia en la Italia septentrional y una Lega Nazionale Centro-Sud en el resto del país. En el Norte los principales clubes de la Serie C fueron agregados a la Serie B, mientras que los demás equipos fueron organizados en 9 grupos; en el Centro y en el Sur los equipos de Serie C fueron divididos en 6 grupos. En la temporada siguiente la Serie C se disputó bajo la organización de tres nuevas ligas interregionales: la Lega Interregionale Sud (compuesta por 3 grupos), la Lega Interregionale Centro (6 grupos) y la Lega Interregionale Nord (9 grupos), por un total récord de 18 grupos. Entre el 14 y el 16 de mayo de 1946 nació por fin un organismo único, la Lega Nazionale. En 1948 hubo una reforma de la Serie C, que volvió a una división en 4 grupos sobre una base interregional: Grupo A en el Noroeste, Grupo B en el Nordeste, Grupo C en el Centro y Cerdeña, Grupo D en el Sur y en Sicilia. Los ganadores de cada grupo ascendían a la Serie B.
Otro momento crucial fue el Lodo Barassi de 1952, con el que los 4 grupos fueron unidos en una única liga nacional de tercer nivel. La Serie C contó con 18 equipos, el mismo número de la Serie A y la Serie B. Los dos primeros clasificados ascendían al segundo nivel; descendían al cuarto los últimos 4 clasificados (3 en 1957). En 1958 se elaboró una más amplia reorganización: ésta preveía dos grupos de 21 equipos en el Norte y 18 en el Centro-Sur. Por eso, en 1959 hubo dos ascensos y ningún descenso, de la Serie B llegaron dos equipos y ocho de la IV Serie (la futura Serie D), así que la Serie C fue ampliada a un total de 54 equipos, divididos en 3 grupos de 18 equipos. En la temporada 1959/60 la Serie C fue reformada por Bruno Zauli debido a la misión de la Liga en organizar las divisiones nacionales debido a la gran cantidad de equipos, bajo un sistema de liga semiprofesional, que junto a la Serie D, adoptaron integrar su liga de 20 equipos. A este fin fue fundada la Lega Nazionale Semiprofessionisti.
Esto hasta que en 1978 el sistema semiprofesional fue abolido, convirtiendo a la Serie D en una liga amateur y se decidió que la Serie C fuese dividida en Serie C1 y Serie C2, las cuales se convirtieron en ligas de tipo totalmente profesional en 1986, cuando nació la Lega Professionisti Serie C. Las dos ligas en el 2008 pasaron a llamarse Lega Pro Prima Divisione y Lega Pro Seconda Divisione.
La Lega Pro Prima Divisione fue compuesta por dos grupos, uno de 17 equipos y el otro de 16, en la cual los dos mejores equipos de cada grupo ascendían a la Serie B, mientras que los 3 peores equipos de cada grupo descendían a la Lega Pro Seconda Divisione.
La Lega Pro Seconda Divisione consistía de 54 equipos al inicio, que en el 2011 fue reducida a 49, divididos geográficamente en 3 grupos: uno de 17 equipos y los otros dos de 16, y al final los dos mejores equipos de cada grupo conseguían el ascenso a la Lega Pro Prima Divisione y los dos peores equipos del grupo A y el último lugar de los otros dos grupos descendían a la Serie D.
El 21 de noviembre del 2012 se decidió que estas dos ligas volverían a unirse en una única liga: la Lega Pro, compuesta por 60 equipos divididos en 3 grupos de 20 equipos cada uno para la temporada 2014/15.  Consta de tres grupos (A, B y C). El campeón de cada grupo asciende directamente a la Serie B. La cuarta plaza disponible se juega mediante un Playoff en el que participarán los segundos, terceros y cuartos clasificados de cada grupo. Al ser nueve equipos, el que peor puntuación tenga queda fuera. El resto juega por una única plaza en la Serie B.
En la temporada 2015/16 los clubes participantes son solo 54, ya que, tras la exclusión de ocho clubes por incumplimientos administrativos (el Vicenza bajado de la Serie B, el Castiglione ascendido de la Serie D, el Real Vicenza, el Venezia, el Grosseto, el Reggina y el Monza Brianza) y el repechaje del Brescia en Serie B, se individuaron solo tres equipos con derecho al repechaje: Pordenone, AlbinoLeffe y Monopoli.
En la temporada 2016/17 se volvió a 60 equipos, divididos en 3 grupos de 20 equipos cada uno. El 25 de mayo de 2017, la Asamblea de los Clubes de Lega Pro aprobó por unanimidad el retorno al nombre original Serie C.

## Equipos 2024-25

### Grupo A

#### Equipos participantes
| Club                     | Ciudad                  | Estadio                              | Temporada 2023-24    |
| ------------------------ | ----------------------- | ------------------------------------ | -------------------- |
| AlbinoLeffe              | Albino y Leffe          | Stadio Città di Gorgonzola           | 13.º                 |
| Alcione                  | Milán                   | Stadio Comunale (Fiorenzuola d'Arda) | 1.º Serie D/ Grupo A |
| Arzignano                | Arzignano               | Stadio Dal Molin                     | 16.º                 |
| Atalanta U23             | Bergamo                 | Stadio Comunale (Caravaggio)         | 5.º                  |
| Caldiero Terme           | Caldiero                | Stadio Mario Berti                   | 1.º Serie D/ Grupo B |
| Feralpisalò              | Saló y Lonato del Garda | Stadio Leonardo Garilli              | 19.º Serie B         |
| Giana Erminio            | Gorgonzola (MI)         | Stadio Città di Gorgonzola           | 7.º                  |
| Lecco                    | Lecco                   | Stadio Mario Rigamonti-Mario Ceppi   | 20.º Serie B         |
| Lumezzane                | Lumezzane (BS)          | Stadio Tullio Saleri                 | 9.º                  |
| Novara                   | Novara                  | Stadio Silvio Piola (Novara)         | 17.º                 |
| Padova                   | Padua                   | Stadio Euganeo                       | 2.º                  |
| Pergolettese             | Crema                   | Stadio Giuseppe Voltini              | 14.º                 |
| Pro Patria               | Busto Arsizio           | Stadio Carlo Speroni                 | 12.º                 |
| Pro Vercelli             | Vercelli                | Stadio Silvio Piola (Vercelli)       | 8.º                  |
| Renate                   | Meda                    | Stadio Leonardo Garilli              | 15.º                 |
| Trento                   | Trento                  | Stadio Briamasco                     | 10.º                 |
| Triestina                | Trieste                 | Stadio Nereo Rocco                   | 4.º                  |
| Union Clodiense Chioggia | Chioggia                | Stadio Mario Sandrini                | 1.º Serie D/ Grupo C |
| Vicenza                  | Vicenza                 | Stadio Romeo Menti                   | 3.º                  |
| Virtus Verona            | Verona                  | Stadio Gavagnin-Sinibaldo            | 11.º                 |

### Grupo B

#### Equipos participantes
| Club           | Ciudad         | Estadio                              | Temporada 2023-24    |
| -------------- | -------------- | ------------------------------------ | -------------------- |
| Arezzo         | Arezzo         | Stadio Città di Arezzo               | 8.º                  |
| Ascoli         | Ascoli Piceno  | Stadio Cino e Lillo Del Duca         | 18.º Serie B         |
| Campobasso     | Campobasso     | Stadio Nuovo Romagnoli               | 1.º Serie D/ Grupo F |
| Carpi          | Carpi          | Stadio Sandro Cabassi                | 1.º Serie D/ Grupo D |
| Gubbio         | Gubbio         | Stadio Pedro Barbetti                | 5.º                  |
| Legnago        | Legnago (VR)   | Stadio Mario Sandrini                | 6.º Grupo A          |
| Lucchese       | Lucca          | Stadio Porta Elisa                   | 12.º                 |
| Milan Futuro   | Milán          | Stadio Comunale (Solbiate Arno)      | Nuevo equipo         |
| Perugia        | Perugia        | Stadio Renato Curi                   | 4.º                  |
| Pescara        | Pescara        | Stadio Adriatico-Giovanni Cornacchia | 6.º                  |
| Pianese        | Piancastagnaio | Stadio Comunale (Piancastagnaio)     | 1.º Serie D/ Grupo E |
| Pineto         | Pineto         | Stadio Pavone-Mariani                | 14.º                 |
| Pontedera      | Pontedera      | Stadio Ettore Mannucci               | 9.º                  |
| Rimini         | Rímini         | Stadio Romeo Neri                    | 10.º                 |
| Sestri Levante | Sestri Levante | Stadio dei Marmi (Carrara)           | 15.º                 |
| SPAL           | Ferrara        | Stadio Paolo Mazza                   | 11.º                 |
| Ternana        | Terni          | Stadio Libero Liberati               | 16.º Serie B         |
| Torres         | Sassari        | Stadio Vanni Sanna                   | 2.º                  |
| Virtus Entella | Chiavari       | Stadio Comunale di Chiavari          | 13.º                 |
| Vis Pésaro     | Pésaro         | Stadio Tonino Benelli                | 17.º                 |

### Grupo C

#### Equipos participantes
| Club              | Ciudad                | Estadio                                  | Temporada 2023-24    |
| ----------------- | --------------------- | ---------------------------------------- | -------------------- |
| Audace Cerignola  | Cerignola (FG)        | Stadio Domenico Monterisi                | 7.º                  |
| Avellino          | Avellino              | Stadio Partenio-Adriano Lombardi         | 2.º                  |
| AZ Picerno        | Picerno               | Stadio Donato Curcio                     | 6.º                  |
| Benevento         | Benevento             | Stadio Ciro Vigorito                     | 3.º                  |
| Casertana         | Caserta               | Stadio Alberto Pinto                     | 4.º                  |
| Catania           | Catania               | Stadio Angelo Massimino                  | 13.º                 |
| Cavese            | Cava de' Tirreni      | Stadio Simonetta Lamberti                | 1.º Serie D/ Grupo G |
| Crotone           | Crotona               | Stadio Ezio Scida                        | 9.º                  |
| Foggia            | Foggia                | Stadio Pino Zaccheria                    | 11.º                 |
| Giugliano         | Giugliano de Campania | Stadio Alberto De Cristofaro             | 8.º                  |
| Juventus Next Gen | Torino                | Stadio Giuseppe Moccagatta (Alessandria) | 7.º Grupo B          |
| Latina            | Latina                | Stadio Domenico Francioni                | 10.º                 |
| Messina           | Mesina                | Stadio Franco Scoglio                    | 14.º                 |
| Monopoli          | Monopoli              | Stadio Vito Simone Veneziani             | 17.º                 |
| Potenza           | Potenza               | Stadio Alfredo Viviani                   | 16.º                 |
| Sorrento          | Sorrento              | Stadio Italia                            | 12.º                 |
| Taranto           | Tarento               | Stadio Erasmo Iacovone                   | 5.º                  |
| Team Altamura     | Altamura              | Stadio Franco Fanuzzi (Brindisi)         | 1.º Serie D/ Grupo H |
| Trapani           | Trapani               | Stadio Polisportivo Provinciale          | 1.º Serie D/ Grupo I |
| Turris            | Torre del Greco       | Stadio Amerigo Liguori                   | 15.º                 |

## Palmarés

### Serie C (1935-1978)
| - 1935-36 - Venezia, Cremonese, Spezia, Catanzaro - 1936-37 - Padova, Vigevano, Sanremese, Anconitana, Taranto - 1937-38 - SPAL Ferrara, Fanfulla Lodi, Casale, Siena, Salernitana - 1938-39 - Brescia, Catania - 1939-40 - Reggiana, Vicenza, Maceratese - 1940-41 - Prato, Fiumana - 1941-42 - Cremonese, Juventina Palermo - 1942-43 - Varese, Pro Gorizia - 1943-45 - suspendido por la Segunda Guerra Mundial - 1945-46 - Mestrina, Prato, Perugia, Alba Roma, Benevento, Lecce, Leone Palermo - 1946-47 - Magenta, Vita Nova P.S. Pietro, Bolzano, Centese, Nocerina - 1947-48 - organización de varias ligas interregionales independientes sin campeones ni ascensos a la Serie B - 1948-49 - Fanfulla Lodi, Udinese, Prato, Avellino - 1949-50 - Seregno, Treviso, Anconitana, Messina - 1950-51 - Monza, Marzotto Valdagno, Piombino, Juve Stabia - 1951-52 - Cagliari - 1952-53 - Pavia - 1953-54 - Parma - 1954-55 - Bari | - 1955-56 - Sambenedettese - 1956-57 - Prato - 1957-58 - Reggiana - 1958-59 - OZO Mantova, Catanzaro - 1959-60 - Pro Patria, Prato, Foggia - 1960-61 - Modena, Lucchese, Cosenza - 1961-62 - Triestina, Cagliari, Foggia - 1962-63 - Varese, Prato, Potenza - 1963-64 - Reggiana, Livorno, Trani - 1964-65 - Novara, Pisa, Reggina - 1965-66 - Savona, Arezzo, Salernitana - 1966-67 - Monza, Perugia, Bari - 1967-68 - Como, Cesena, Ternana - 1968-69 - Piacenza, Arezzo, Casertana - 1969-70 - Novara, Massese, Casertana - 1970-71 - Reggiana, Genoa, Sorrento - 1971-72 - Lecco, Ascoli, Brindisi - 1972-73 - Parma, SPAL Ferrara, Avellino - 1973-74 - Alessandria, Sambenedettese, Pescara - 1974-75 - Piacenza, Modena, Catania - 1975-76 - Monza, Rimini, Lecce - 1976-77 - Cremonese, Pistoiese, Bari - 1977-78 - Udinese, SPAL Ferrara, Nocerina |

### Lega Pro (2014-2017)
- 2014-15 - Novara, Teramo, Salernitana.
- 2015-16 - Cittadella, SPAL Ferrara, Benevento.
- 2016-17 - Cremonese, Venezia, Foggia.

### Serie C (2017-Act.)
- 2017-18 - Livorno, Padova, Lecce
- 2018-19 - Virtus Entella, Pordenone, Juve Stabia
- 2019-20 - Monza, L.R. Vicenza, Reggina
- 2020-21 - Como, Perugia, Ternana
- 2021-22 - Südtirol, Modena, Bari
- 2022-23 - Feralpisalò, Reggiana, Catanzaro
- 2023-24 - Mantova, Cesena, Juve Stabia